# Каримова, Разия Зариф-кызы
Разия Зариф-кызы Кари́мова (тат. Разия Зариф кызы Кәримова; 18 марта 1916, Казань, Российская империя — 15 марта 2011, Ташкент, Узбекистан) — советская, узбекская артистка балета, певица, актриса, хореограф, исполнительница узбекских народных танцев, педагог-искусствовед, знаток и основоположник теории узбекского танца, писательница. Народная артистка Узбекской ССР (1950).

## Биография
В 1929 году поступила на подготовительное отделение Ферганского медицинского техникума, где систематически принимала активное участие в художественной самодеятельности, и была руководителем кружка одновременно. В 1930 году, как отличившуюся на концертах самодеятельности, по приказу СНК УзССР, направили в театральную студию Самаркандского театра, где училась и одновременно работала. Впоследствии, театр из Самарканда был переведён в Ташкент, и стал Узбекским академическим театром оперы и балета имени Алишера Навои. На протяжении всей творческой деятельности являлась артисткой этого театра.
В 1937 году, за исполнение народных танцев во время декады искусств в Москве награждена орденом «Знак Почёта». В 1939 году, за художественное обслуживание рабочих Большого Ферганского канала была награждена медалью «За трудовую доблесть». В 1942 году, за исполнение танцев в операх «Даврон ата», «Меч Узбекистана», «Лейли и Маджун», и «Гульсара», получила звание заслуженной артистки Узбекской ССР.
Во время Великой Отечественной войны в составе артистов из Узбекистана, выступала с концертами в госпиталях и на фронтах, перед бойцами Красной Армии. В 1943 году, в составе группы мастеров Узбекистана, участвовала в торжественном концерте перед главами антигитлеровской коалиции Рузвельтом, Черчиллем и Сталиным в Тегеране.
В 1950 году, за деятельность в области узбекского искусства, и в связи с юбилеем 25-летием Узбекской ССР, получила почётное звание народной артисткой Узбекской ССР. В 1951 году, и в 1959 году награждена медалью «За трудовое отличие». В 1958 году, Министерством культуры СССР награждена значком «За отличную работу».
Лауреат международных премий, автор 17 книг и учебных пособий по истории и теории узбекского танца.

## Награды и звания
- Заслуженная артистка Узбекской ССР (1942)
- Народная артистка Узбекской ССР (24.02.1950)[1]
- Лауреат Государственной премии Узбекской ССР имени Хамзы Хакимзаде (1983)[2]
- Орден «Уважаемому народом и Родиной»
- Орден «Знак Почёта» (31.05.1937) — за выдающиеся заслуги в деле развития узбекского музыкального и танцевального искусства[3][4]
- Две медали «За трудовое отличие» (1951[5] и 1959)